# The Real Thing (album de Faith No More)
Cet article concerne l'album de Faith No More. Pour l'album de Midnight Oil, voir The Real Thing.
Pour les articles homonymes, voir The Real Thing.
Albums de Faith No More
Introduce Yourself
(1987) Live at the Brixton Academy
(1990)
Singles
1. From Out of Nowhere
Sortie : 30 octobre 1989
2. Epic
Sortie : 29 janvier 1990
3. Falling to Pieces
Sortie : 2 juillet 1990

The Real Thing est le troisième album studio du groupe américain de rock Faith No More. Il est sorti le 20 juin 1989 sur le label Slash Records et fut produit par Matt Wallace et le groupe.

## Historique
Il fut enregistré en décembre 1988 dans le Studio D de Sausalito en Californie. Il est le premier album du groupe avec le chanteur Mike Patton, qui remplaça l'ancien chanteur Chuck Mosley. Mike Patton se trouva dans l'urgence de devoir écrire tous les textes de l'album. La publication vit le jour le 7 mars 1989. À la surprise de tous, Patton les écrivit en moins de deux semaines ; c'étaient en général des textes très confus et abstraits, à la signification insaisissable, comme par exemple Epic, un des plus grands succès du groupe (disque d'or aux États-Unis), et dont le refrain disait « What is it ? (était-ce?) ».
C'est d'ailleurs avec Epic que le triomphe commercial de Faith No More débutera. Leur premier clip sera abondamment diffusé sur MTV, la chaîne « créatrice de succès », et leur permettra de devenir disque de platine, plus d'un million d'albums vendus, à la fin de l'année 1989 aux États-Unis.
Cet album se classa à la 11e place du Billboard 200 aux États-Unis, à la 2e en Australie, à la 3e en Nouvelle-Zélande. Dans les charts britanniques, il resta classé 35 semaines et atteindra une 30e meilleure place. Outre les États-Unis, il sera certifié disque de platine au Canada, disque d'or en Nouvelle- Zélande et disque d'argent en Grande-Bretagne.
L'album fait partie des 1001 albums qu'il faut avoir écoutés dans sa vie.

## Liste des chansons
| No  | Titre                               | Paroles        | Musique                                      | Durée |
| --- | ----------------------------------- | -------------- | -------------------------------------------- | ----- |
| 1.  | From Out to Nowhere                 | Mike Patton    | Billy Gould, Roddy Bottum                    | 3 :22 |
| 2.  | Epic                                | Patton         | Gould, Bottum, James Martin, Mike Bordin     | 4 :53 |
| 3.  | Falling to Pieces                   | Patton         | Gould, Bottum, Martin                        | 5 :15 |
| 4.  | Surprise! you’re Dead!              | Patton, Martin | Martin                                       | 2 :27 |
| 5.  | Zombie Eaters                       | Patton         | Gould, Bottum, Martin, Bordin                | 6:00  |
| 6.  | The Real Thing                      | Patton, Gould  | Gould Bottum                                 | 8:13  |
| 7.  | Underwater Love                     | Patton         | Gould, Bottum                                | 3:50  |
| 8.  | The Morning After                   | Patton         | Gould, Bottum, Martin                        | 3:41  |
| 9.  | Woodpecker from Mars                | instrumental   | Bottum, Martin                               | 5:40  |
| 10. | War Pigs (Reprise de Black Sabbath) | Geezer Butler  | Ozzy Osbourne, Tony Iommi, Butler, Bill Ward | 7:44  |
| 11. | Edge of the World                   | Patton         | Gould, Bottum, Martin                        | 4:11  |

Bonus Disc Edition Deluxe 2015
| No  | Titre                                               | Durée |
| --- | --------------------------------------------------- | ----- |
| 1.  | Sweet Emotion (Kerrang! Flexi Disc)                 | 4:53  |
| 2.  | Epic (Radio Remix Edit)                             | 4:00  |
| 3.  | Falling to Pieces (Matt Wallace Mix)                | 4:31  |
| 4.  | Cowboy Song (Face -B du single From Out of Nowhere) | 5:14  |
| 5.  | The Grade (Face -B du single From Out of Nowhere)   | 2:05  |
| 6.  | From Out of Nowhere (Extended Mix)                  | 4:17  |
| 7.  | War Pigs (Live in Berlin 11/09/1990)                | 7:59  |
| 8.  | Surprise! You're Dead! (Live in Sheffield 1990)     | 2:52  |
| 9.  | Chinese Arithmetic (Live in Sheffield 1990)         | 4:16  |
| 10. | Underwater Love (Live at Brixton Academy 1990)      | 3:33  |
| 11. | As the Worm Turns (Live at Brixton Academy 1990)    | 2:45  |

## Musiciens
- Mike Patton : chant
- Jim Martin : guitares
- Mike Bordin : batterie, percussions
- Billy Gould : basse
- Roddy Bottum : claviers

## Charts et certifications
| Pays             | Durée du classement | Meilleur classement |
| ---------------- | ------------------- | ------------------- |
| Allemagne        | 16 semaines         | 37e                 |
| Australie        | 22 semaines         | 2e                  |
| Canada           | 25 semaines         | 10e                 |
| États-Unis       | 60 semaines         | 11e                 |
| Nouvelle-Zélande | 20 semaines         | 3e                  |
| Pays-Bas         | 10 semaines         | 56e                 |
| Royaume-Uni      | 35 semaines         | 30e                 |
| Suède            | 3 semaines          | 38e                 |

| Pays             | Certification | ventes      | Date       |
| ---------------- | ------------- | ----------- | ---------- |
| Canada           | Platine       | 100 000 +   | 28/09/1990 |
| États-Unis       | Platine       | 1 000 000 + | 26/09/1990 |
| Nouvelle-Zélande | Or            | 7 500 +     | 04/11/1990 |
| Royaume-Uni      | Argent        | 60 000 +    | 19/09/1990 |

### Charts singles
| Date | Single              | Chart                  | durée du classement | Position |
| ---- | ------------------- | ---------------------- | ------------------- | -------- |
| 1990 | Epic                | ARIA Charts            | 18 semaines         | 1er      |
| 1990 | Epic                | Hot 100                | 21 semaines         | 9e       |
| 1990 | Epic                | Mainstream Rock Tracks | 11 semaines         | 25e      |
| 1990 | Epic                | RMNZ Singles Top40     | 21 semaines         | 2e       |
| 1990 | Epic                | Mega Top 50            | 7 semaines          | 51e      |
| 1990 | Epic                | UK Singles Chart       | 9 semaines          | 25e      |
| 1990 | From Out of Nowhere | UK Singles Chart       | 6 semaines          | 23e      |
| 1990 | Falling to Pieces   | ARIA Charts            | 9 semaines          | 26e      |
| 1990 | Falling to Pieces   | Hot 100                | 3 semaines          | 92e      |
| 1990 | Falling to Pieces   | Mainstream Rock Tracks | 5 semaines          | 40e      |
| 1990 | Falling to Pieces   | RMNZ Singles Top40     | 8 semaines          | 16e      |